# Afromochtherus rufinota
Afromochtherus rufinota là một loài ruồi trong họ Asilidae. Afromochtherus rufinota được Martin miêu tả năm 1964. Loài này phân bố ở vùng nhiệt đới châu Phi.